# Albert Schweizer

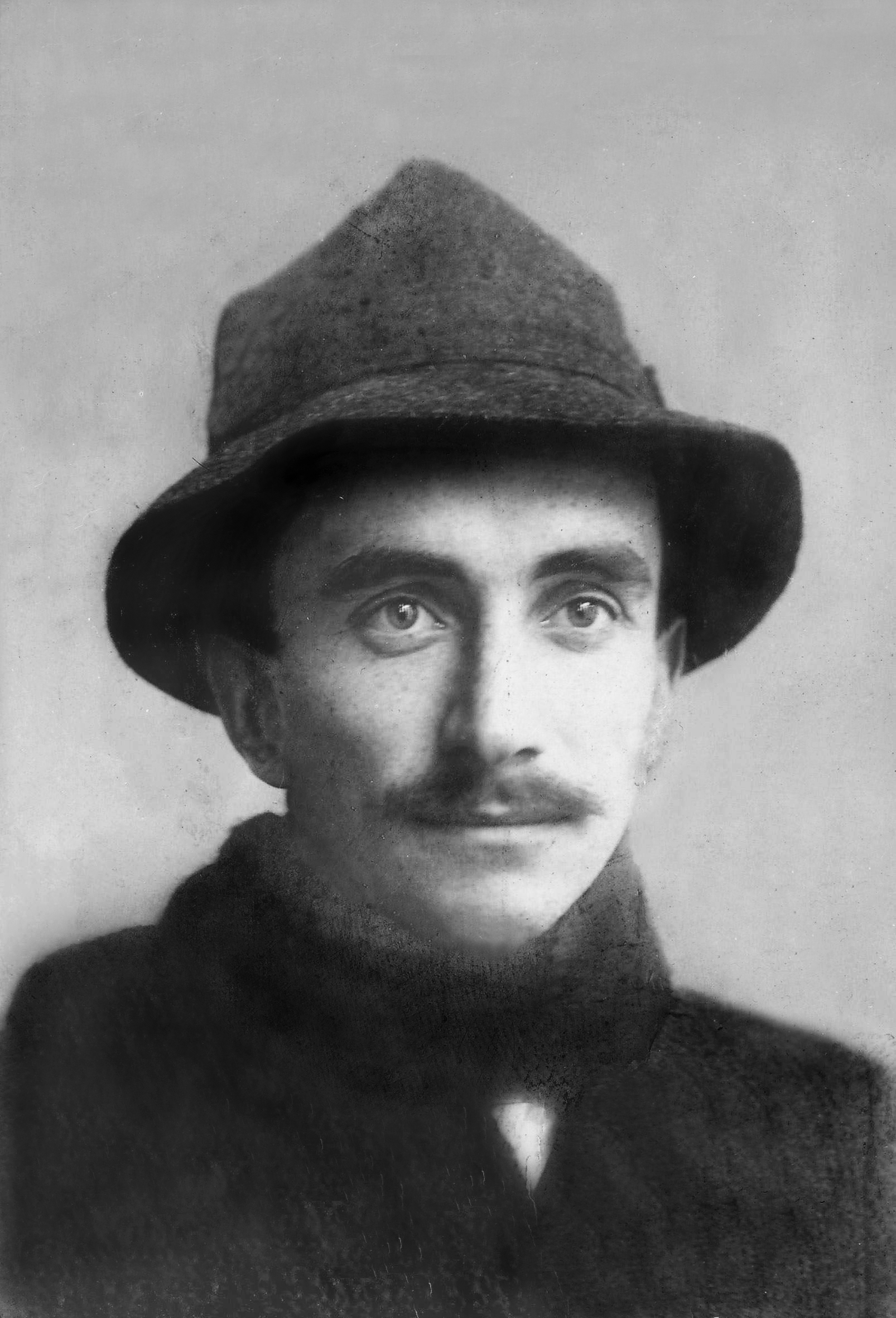
Kunstmaler Albert Schweizer, Aufnahme um 1905.

Albert Schweizer (* 19. März 1885 in Bärenwil; † 19. Juli 1948 in Liestal) war ein Schweizer Künstler und Baselbieter Landschaftsmaler.

## Biografie
Albert Schweizer wuchs im elterlichen Hof in Bärenwil auf und besuchte die Schule zunächst in Langenbruck, später in Waldenburg. Er war ein eigensinniger Bursche und kämpfte dauernd mit seiner Gesundheit. So konnte er seinen grössten Berufswunsch, Tierarzt, nicht erfüllen und wandte sich der Philologie und Kunstgeschichte zu. Er studierte in Lausanne die französische Sprache und Kunstgeschichte.
Wegen seiner Krankheiten griff er immer öfter zu Pinsel und Palette und fand in zähem Selbststudium seinen neuen Weg, ein Maler seiner Heimat zu werden. Er liebte das Farbenspiel der Natur und brachte dieses in seine Ölbilder. 1914 zeigte er erstmals an der Weihnachtsausstellung der Kunsthalle Basel sechs seiner Landschaftsmalereien. Er liess sein Können, Malweise und Komposition der Farben reifen. Es folgten weitere Ausstellungen in Olten, Solothurn, Balsthal, Liestal und Basel. Immer wieder zog es den Schweizer auch über die Grenzen der Heimat hinaus in die Städte der Kunst nach Italien und Frankreich und so fand er viele Freunde und Liebhaber seiner Arbeiten. 

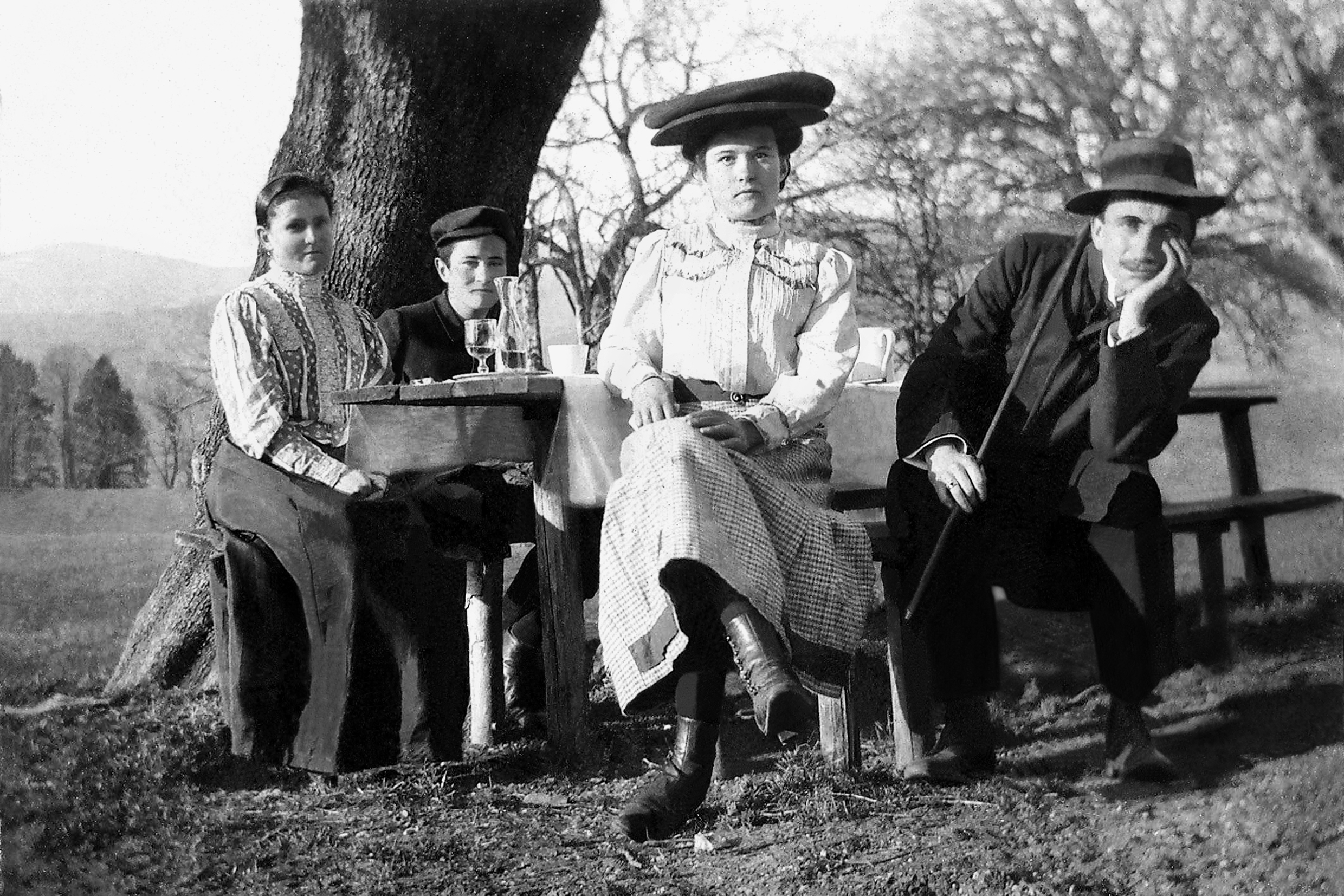
Kunstmaler Albert Schweizer in der Romandie bei Lausanne – vermutlich Szene der 1920er-Jahre.
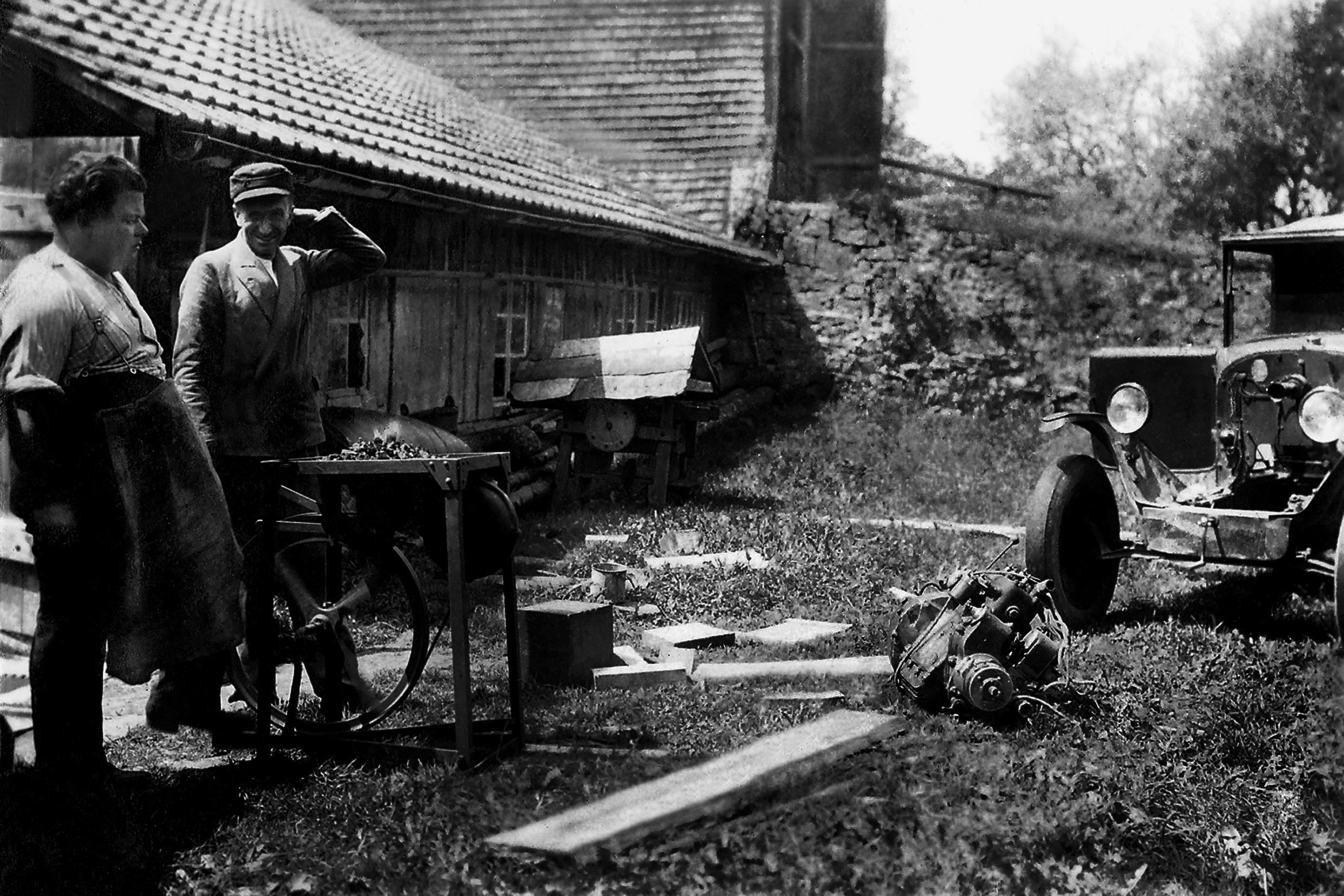
Kunstmaler Albert Schweizer (r.) auf dem elterlichen Hof in Bärenwil BL – mit Kollege Ernst Jenni (l.). Reparatur des Motors aus des Kunstmalers Limousine. Aufnahme um 1935.
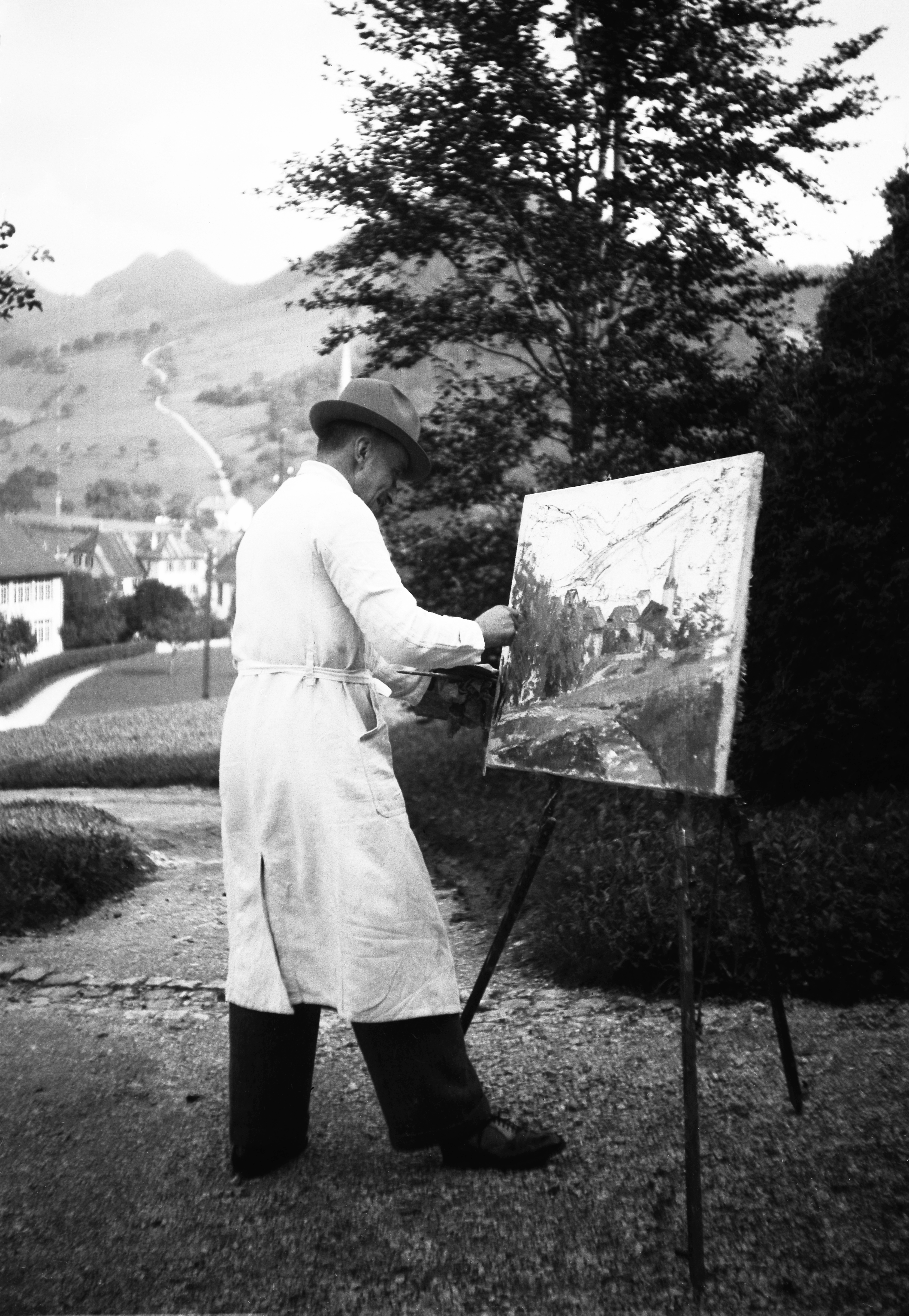
Kunstmaler Albert Schweizer bei der Arbeit 1939 an seiner Staffelei. Standort am Fraurütiweg beim Hotel «Erica» über dem Dorf Langenbruck BL.
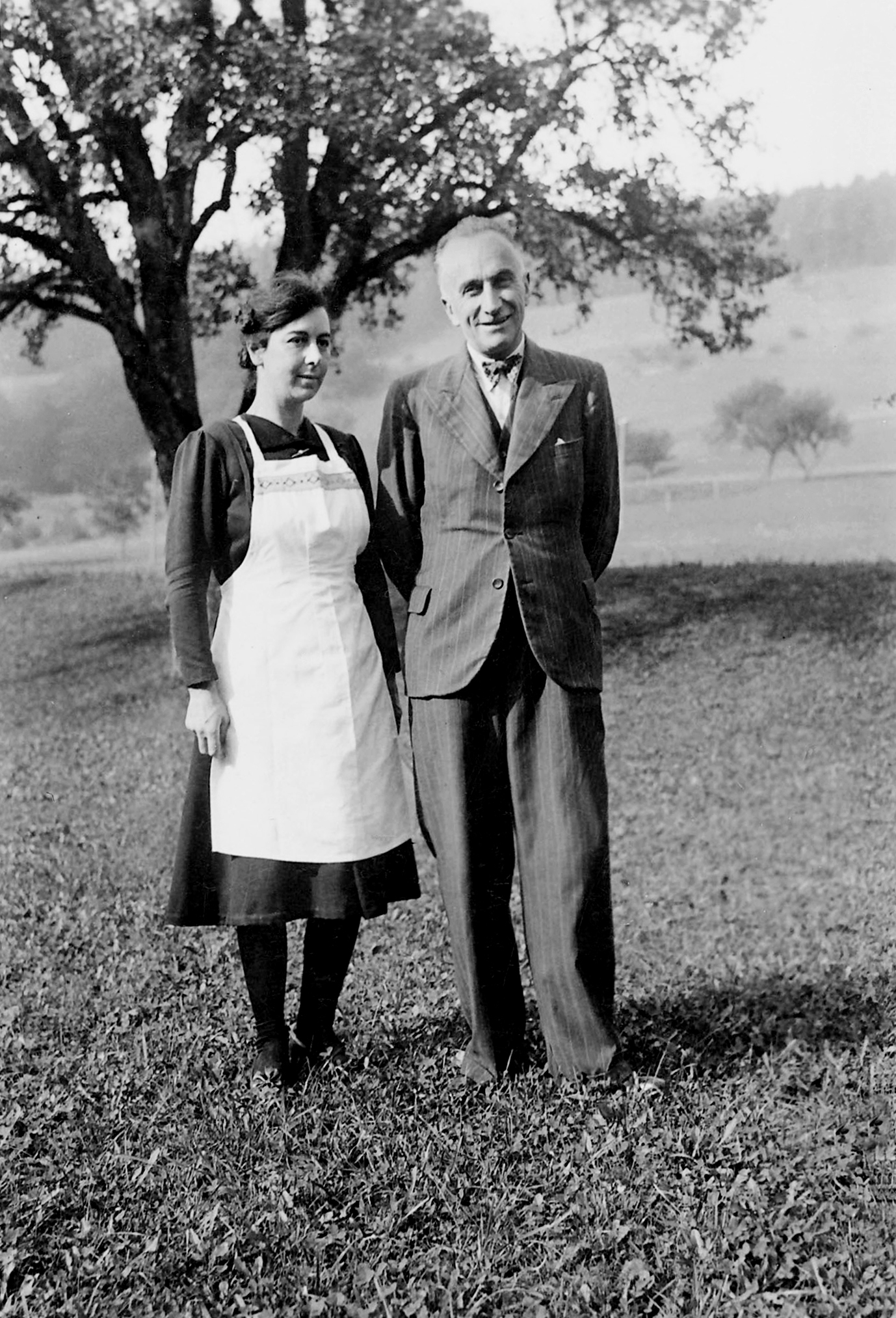
Kunstmaler-Ehepaar Albert (1885–1948) und Hanna (1901–1945) Schweizer-Martignoni; um 1939 in Bärenwil BL. Verheiratet 1939, geschieden 1945.
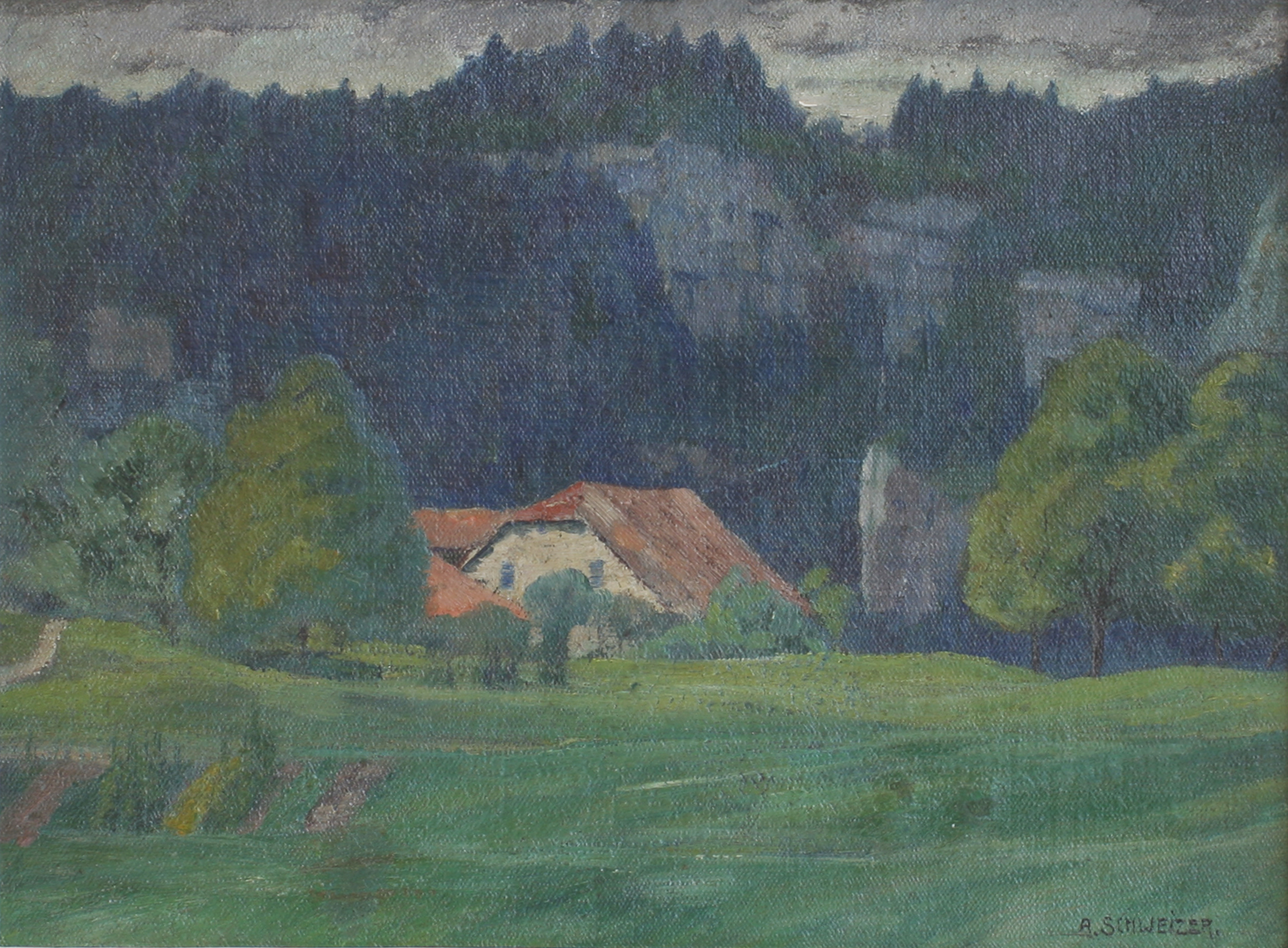
Hof Dürrenberg mit Storchenflue – bei Langenbruck BL. Oel auf Hartkarton – Format 32 × 24 cm; datiert 1914.
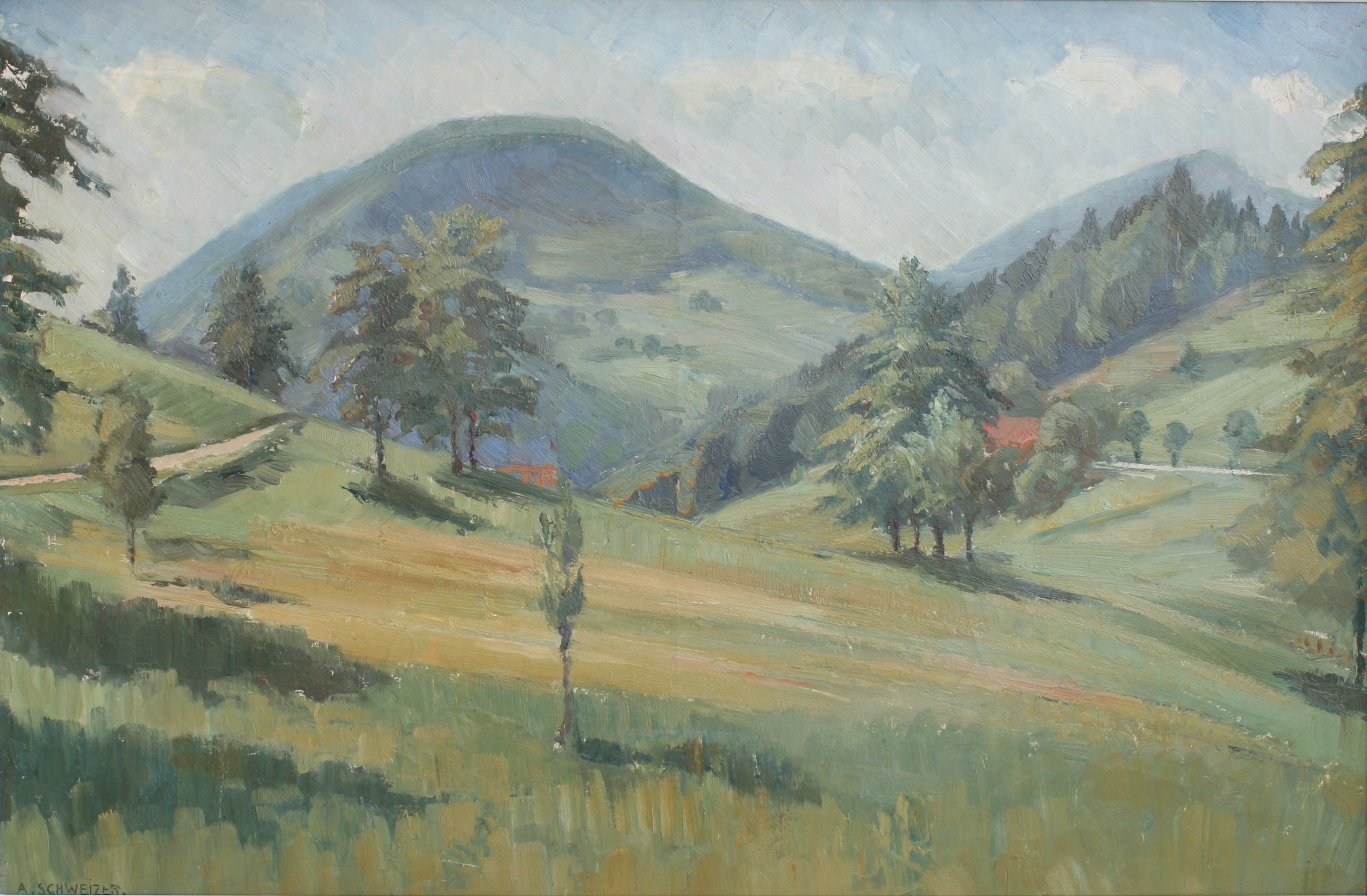
Sicht aus Bärenwil BL auf Wanne bei Langenbruck. Oel auf Hartkarton, Format 90 × 60 cm; ca. 1930.
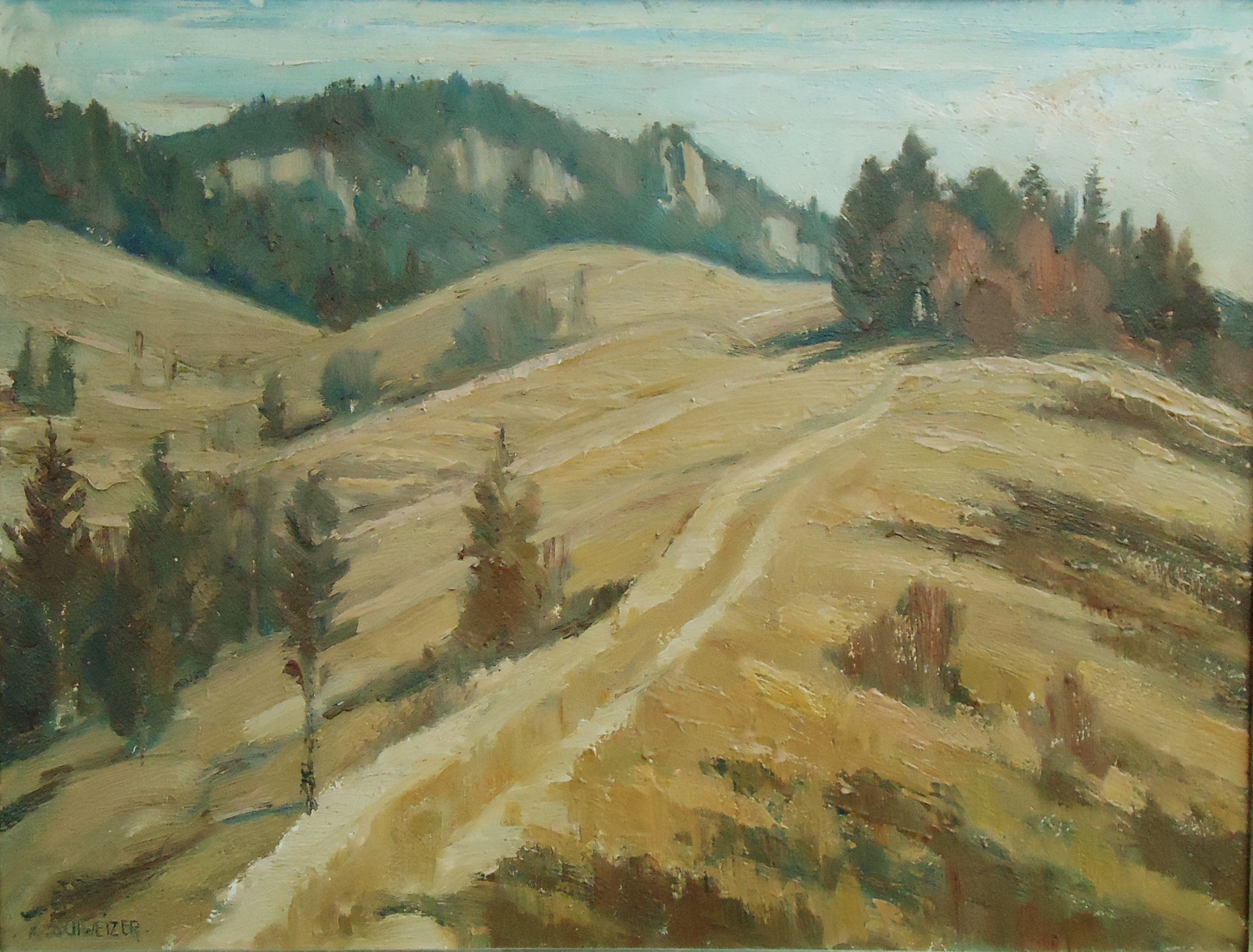
Schlosshöchi bei Holderbank SO; ca. 1930. Oel auf Hartkarton; Format 65 × 50 cm.
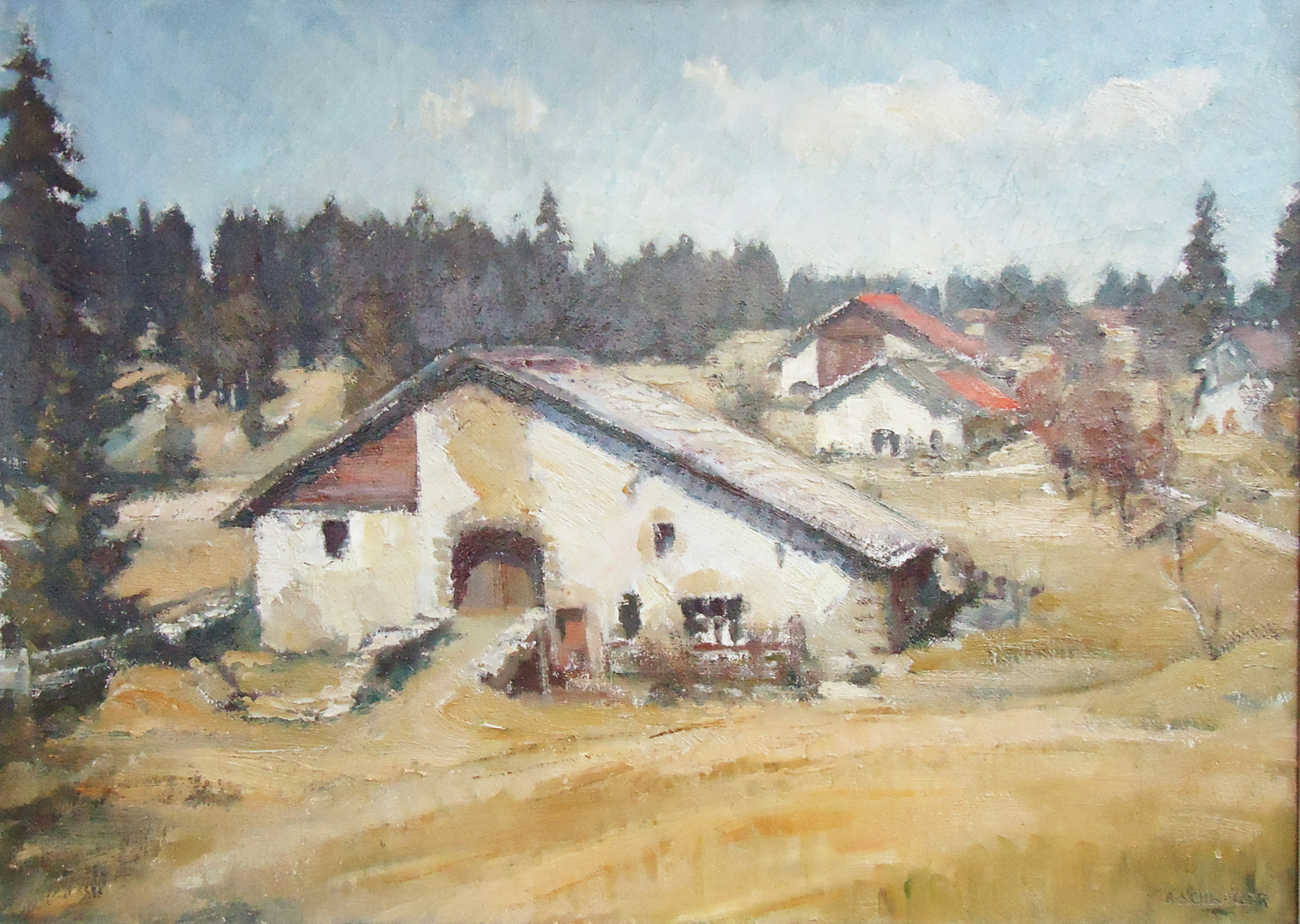
Jurahöfe bei Les Cerlatez NE; ca. 1935. Oel auf Leinwand; Format 85 × 60 cm.